# Culicoides parabubalus
Culicoides parabubalus är en tvåvingeart som beskrevs av Wirth och Hubert 1989. Culicoides parabubalus ingår i släktet Culicoides och familjen svidknott. Inga underarter finns listade i Catalogue of Life.